# 坤厚陵
坤厚陵，金世宗明德皇后陵寝。
明德皇后乌林答氏，早年嫁给金世宗，甚贤淑。在良乡县自杀，初葬在宛平县土鲁原。金世宗即位，于大定二年（1162），追册为明德皇后。大定十九年（1179年），改卜于大房山（今北京市房山区），十一月庚申，葬于坤厚陵。大定二十八年（1188年）九月，元妃李氏、贤妃石抹氏、德妃徒单氏和柔妃大氏都陪葬于坤厚陵。